# ケーダー (グジャラート州)
ケーダー（Kheda）は、別名をケーラー（Kaira）ともいう、インドのグジャラート州の都市、基礎自治体。かつてはケーダー県の県都であった。ケーダー市は、タバコ栽培で知られている。ケーダーは、グジャラート州内で最も発展した都市であり、県である。最寄りの鉄道駅はマヘメダバード・ケーダー・ロード駅である。最寄りの空港は、アフマダーバード空港である。最寄りのバス・ターミナルは、ケーダー・バス駅 (Kheda Bus Station) である。サルダール・パテールはグジャラート州ケーダー県生まれである。

## 歴史
ケーダーという地名は、サンスクリット語で「土地、野」を意味する「クシェトラ (Kshetra)」に由来する。古代の文献にもこの地方の名称として「クシェトラ」が用いられていた。また、12世紀から17世紀にかけては町の名としても用いられていた。紀元前2世紀のパーニニの文法書5巻のひとつ『ガナパータ (Ganapatha)』は、「ケタカ (Khetaka)」をこの地方の名称として挙げている。また、プラーナ文献の大プラーナのひとつ『パドマ・プラーナ (Padmapurana)』は、第133章において、ディブヤナガール (Divyanagar) という名称で当地に言及している。7世紀から8世紀にかけてのマイトラカ朝の銅板は、行政区画のひとつとしてケタカに言及し、バラモンが住む場所だとしており、別の銅板にはラーシュトラクータ朝の支配下にあるとも記されている。当時のこの行政区画には、およそ750の村が含まれていた。また、『ダシャクマーラチャリタ（十王子物語）』のニンババーティ (Nimbavati) の物語や、『アチャランガ・スートラ (Acharanga Sutra)』、1305年ころに成立したメルトゥンガの書『Prabandhachintamani』、多くの著者が書き継いで15世紀までに成立した『Puratana Prabandha Sangraha』、1332年ころのジナプラバー (Jinaprabha) による『Vividha Tirtha Kalpa』などにも言及がある.。
10世紀から14世紀初めにかけては、チャウルキヤ朝やヴァーゲラー朝の下に統治された。その後は、グジャラート・スルターン朝の支配下となった。ケーダーの町は、18世紀はじめに、パシュトゥーン系のバビ朝の手に渡り、1763年までその統治が続いたが、ダマージー・ラーオ・ガーイクワードを戴くマラーターたちがこれを奪った。マハマド・カーン・バビ (Mahmad Khan Babi) は、当地に砦を築いた。かつてケーダーを治めたバビ家は、後にカンバートへ移り、今では一族の大部分がアーメダバードに居住している。ケーダーにおける最後の族長であった Sahibzada Ahmed Siddique Hussain khanji Dilawar khanji Babi は、ジュナーガドの藩王国（ジュナーガド国）の Bima Rahim sultana bakhte babi sahiba と結婚して Bima Nasreen sultana bakhte Babi という娘をもうけ、彼女も、やはりジュナーガド国王家の Sahibzada Anis Muhammad khanji babi と結婚した。
アーナンド・ラーオ・ガーイクワードを戴いたマラーターたちは、1803年にこの地域をイギリス東インド会社に明け渡し、当地はイギリス領インドのボンベイ管区に帰属した。それにもかかわらず、ケーラーは、少なくとも1901年の時点では、コリ人たちの小さな藩王国ゴーラサールから488ルピーの年貢を取る権利が認められていた。ケーダーには軍隊の大規模な拠点があったが、常駐地は1830年にデーサへ移された。.ケーダー県一帯では、グジャール人たちが数多くの村を開いたが、ジャート族や他の集団も同様に村を建設した。
1919年3月にマハトマ・ガンディーが、飢饉の中、イギリス植民地当局の抑圧的な課税に対してサティヤーグラハ（非暴力闘争）を始めたのもケーダーにおいてであった（ケーダー・サティヤーグラハ）。

## コリ人の反乱
1803年、イギリス東インド会社に対して、農民層であるパーテルやタンコルのコリ人たちが蜂起した。東インド会社はケーダーや周辺の村々の支配を確立し、人々をも支配した。しかし、コリ人たちは、この支配に従うことを拒んだ。コリ人の、パーテルとタンコルそれぞれの族長は、東インド会社による支配を終わらせると宣言した。彼らは当初、ケーダーの裁判所に請願を起こして、会社による支配の正当性はコリ人には及ばないと訴えたが、彼らの訴えは無視された。コリ人の族長たちは、イギリス側の領域で襲撃や略奪を始めた。1808年には、コリ人の族長たちが都市や村を襲って、収穫物、家畜、その他の財産を奪うようになった。特にドルカ・タルカの町は、コリ人たちの標的となった。武装したコリ人150人が、ドルカを襲い、その後はそれぞれの村に帰っていった。東インド会社はコリ人族長たちの襲撃を撃退することができなかった。

## 地理
ケーダーは、北緯22度45分 東経72度41分 / 北緯22.75度 東経72.68度に位置している。平均高度は、21m（68フィート）である。ケーダーは、ヴァトラク川とシェディ (Shedhi) 川の岸辺に位置している。

## 人口

### 人口構成
2001年のインドの国勢調査によると、ケーダーの人口は 27000人である。男性は人口の 52%、女性は 48%を占めている。ケーダーにおける平均的な識字率は 70%で、インド全体の平均である 59.5%より高く、男性の 77%、女性の 63%が識字力をもっている。ケーダーでは人口の 13%が6歳以下の幼児である。

### カーストと部族
グジャラート州におけるジャート族の部族は、インド北部のジャート族と似ている。以下、ケーダー県にいる部族を列挙する。括弧内は、グジャラート語における呼称である。ケーダー県は、バナースカーンター県、メヘサーナー県、サーバルカーンター県、カッチ県などとともに、グジャラート州内でジャート族が住んでいる数少ない県のひとつである。
- Chauhan, Chawan, Chahar (Chauhan)[6]
- Gaur, Goru (Gaur, Gor)[6]
- Godara-Godha (Goda)[6]
- Gulia (Galia)[6]
- Maan (Manar)[6]

ケーダーは、ジャイナ教が盛んなところである。
この地域にいるラージプートは、ほとんどがチャウハン族である。ラージプートは当地のみならず、グジャラート州全体にも大きな影響を与えている。当地には、ヴォラ階層のグジャール人もいる。
村の中には、ジャート族の部族名をもとに命名されているところも多く、以下のような例がある。
- Sunda (jat)
- Odasi (jat)
- Narwar (jat)
- Pichkya (jat)

## 名所
ケーダーにあるメルディ・マタ (Meldi Mata) 寺院は、毎年2月に祭りがある。この時期には、10万人ほどが当地を訪れる。名所としては、Mahalaxmi Mata Mandir、Khediya Hanuman、Mankameshwar Mahadev、Somnath などの寺院や、ジャイナ教寺院などがある。築250年のハヴェリも1棟ある。

## 経済
タバコの栽培が広くおこなわれている。

## 交通
ケーダーは、アフマダーバードから35キロメートル (22 mi)の距離にある。アフマダーバードとムンバイを結ぶ国道8号線は、ケーダーを通っている。最寄りの鉄道駅は、マヘマダバード・ケーダー・ロード駅である。ケーダー市は交通、道路網が発達している。